# Тепанко-де-Лопес
Тепанко-де-Лопес (исп. Tepanco de López) — муниципалитет в Мексике, входит в штат Пуэбла.

## История
Город основан в 1921 году.